# Хлодвиг III
Хлодвиг III (на френски: Clovis III; на немски: Chlodwig, Chlodowech, около 670 – 676) от династията Меровинги, e крал на франките през 675 – 676 в Австразия.

## Живот
Хлодвиг III е вероятно син на Хлотар III.
През 675 г. майордом Еброин бяга в Австразия и прокламира за крал детето Хлодвиг III. През 676 г. Еброин издава съобщението „rex quem falsum fecit“ (Passio Leudegarii I, 28) и прекратява така епизода на фалшивия Хлодвиг, който въобще не е споменат в хрониките.